# 箱石站

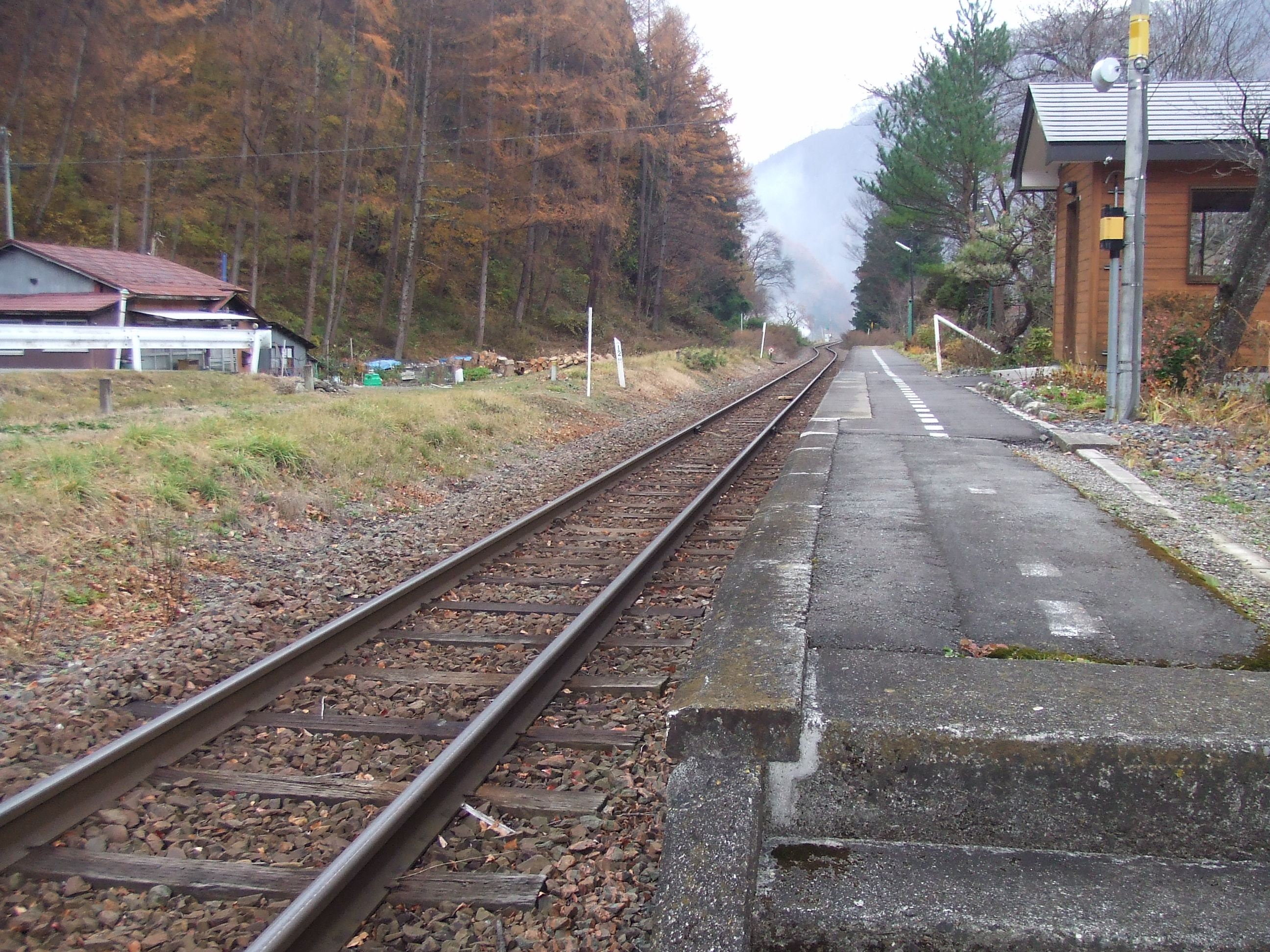
站內（2008年11月）

箱石站（日语：／ Hakoishi eki */?）是位於岩手縣宮古市箱石，東日本旅客鐵道（JR東日本）的山田線車站。

## 歷史
- 1933年11月30日：開業[2][1]。
- 1948年（昭和23年）9月16日：受到Ione颱風（日语：アイオン台風）吹襲下，車站暫停服務。（在書籍上記載為11月26日）[3]
- 1954年11月21日：車站重開[1]。
- 1969年11月1日：結束貨物起卸業務。
- 1971年8月15日：降為無人車站。
- 1987年4月1日：隨國鐵分割民營化，車站由東日本旅客鐵道（JR東日本）營運[1]。

## 車站構造
車站是一座地面車站，設有1面1線的單式月台。此站的車站大樓與鄰站川內站和陸中川井站相似，現時此站設有候車室。此站是無人車站。

## 車站周邊
- 國道106號（日语：国道106号）
- 閉伊川（日语：閉伊川）
- 判官神社
- 藥師塗漆工藝館
- 箱石郵局
- 岩手縣北巴士（日语：岩手県北自動車）「箱石」巴士站

## 相鄰車站
東日本旅客鐵道（JR東日本）
■山田線
□快速「谷灣」
通過
■普通
川內－箱石－陸中川井

## 注腳
1. 1 2 3 4  曾根悟（監修）. 朝日新聞出版分冊百科編集部（編集） , 编. . 週刊朝日百科. 21号 釜石線・山田線・岩泉線・北上線・八戸線. 朝日新聞出版. 2009-12-06: 18-19 （日语）.
2. ↑  日本《官報》第2071號「鐵道省告示第543號」，1933年11月25日：第642頁。
3. ↑  今尾惠介《日本鉄道旅行地図帳 2号 東北》新潮社 2008年6月 36頁

## 外部連結
- 車站資訊（箱石）：東日本旅客鐵道（日語）